# Gilberts Corner
Gilberts Corner ist ein gemeindefreies Gebiet im Bereich der Kreuzung der U.S. Route 50 und der U.S. Route 15 in Loudoun County im US-Bundesstaat Virginia, östlich von Aldie. Auch wenn sich an dieser Kreuzung keine Wohnsitze befinden, wird der Name dem umliegenden Gebiet zugeschrieben. 
Gilberts Corner wurde nach einer Tankstelle und Restaurant benannt, die sich im nordöstlichen Abschnitt der Kreuzung befindet. In den 1920er-Jahren gewann der Ort an Bedeutung, als die Carolina Road (heutzutage Watson Road) eine mautpflichtige Straße wurde und die U.S. Route 15 südwärts von Leesburg zur U.S. Route 50 ausgebaut wurde. Aufgrund von ansteigendem Verkehr von Mautprellern wurde die U.S. Route 15 schließlich weiter in Richtung Süden ausgebaut. Die Tankstelle und das Restaurant wurden in den 1980er-Jahren aufgegeben und die Kreuzung ist heutzutage stillgelegt. Aufgrund von starkem Verkehrsaufkommen in dem Gebiet vermeiden viele Pendler die Kreuzung und fahren über Lenah und die U.S. Route 15 Richtung Süden. 
Koordinaten: 38° 58′ N, 77° 37′ W